# Lemponye Tshireletso
Lemponye Tshireletso (né le 26 août 1987 à Francistown au Botswana) est un joueur de football international botswanais, qui évolue au poste d'attaquant.

## Biographie

### Carrière en sélection
Lemponye Tshireletso joue son premier match en équipe du Botswana le 21 mars 2009, contre la Namibie (match nul 0-0),.
Il inscrit son premier but en sélection le 16 mars 2011, contre cette même équipe (match nul 1-1). Il marque ensuite deux doublés, contre la Tanzanie (match nul 3-3 le 15 août 2012), puis contre la Guinée-Bissau (victoire 2-0 le 19 juillet 2014).
Il dispute cinq matchs lors des éliminatoires du mondial 2014, et quatre lors des éliminatoires du mondial 2018.
Il participe avec l'équipe du Botswana à la Coupe d'Afrique des nations 2012 organisée au Gabon et en Guinée équatoriale.

## Palmarès
| Mochudi Centre Chiefs - Championnat du Botswana (1) : - Champion : 2014-15. |  | Botswana Defence Force XI - Coupe du Botswana : - Finaliste : 2009. |